# Administrația Porturilor Dunării Maritime
Compania Națională Administrația Porturilor Dunării Maritime (CN APDM) Galați, este o companie de stat din România, fondată în 1991 și reorganizată în Companie Națională în 1998.
Compania gestionează întreaga infrastructură portuară situată pe Dunărea maritimă, respectiv terenuri portuare și fronturi de acostare a navelor, incluzând porturile Galați, Brăila, Tulcea, Hârșova, Isaccea, Mahmudia și brațele secundare Macin, Chilia și Sf. Gheorghe. Infrastructura portuară administrată de CN APDM SA Galați face parte din domeniul public de interes național.
În anul 2009, traficul total de mărfuri în porturile situate în zona de activitate a APDM Galați a fost de 7,6 milioane tone, iar traficul maritim înregistrat în cursul anului 2009 în porturile situate în zona de activitate a companiei este de circa 2,1 milioane tone.
Cifra de afaceri în 2009: 9,4 milioane lei